# 中視衛星傳播
中視衛星傳播股份有限公司（英語：CTV Satellite Communications Inc.），簡稱中視衛星、CTVS，是台灣電視史上曾經存在的有線電視頻道經營者，1997年1月30日由中國電視公司（中視）與象山集團木喬傳播合資成立，總部設於台北市。

## 歷史
1996年10月25日至1997年6月中旬，中視頻道試辦「週五到週日全天候播出」，配合當時世界潮流，也為隔年即將開播的中視衛星做準備。
1997年1月24日，中視第十屆董事會第五次會議通過籌設中視衛星。1997年1月30日，中視總經理江奉琪與象山集團董事長江道生簽約，中視與木喬傳播合資成立中視衛星，初期資本額設定為新台幣一億九千萬元，中視持有55%股權，木喬傳播持有45%股權，是台灣地面電視與有線電視業界的首次合作；中視與木喬傳播訂於同年2月1日成立中視衛星籌備處，江奉琪擔任董事長，江道生擔任副董事長，木喬傳播董事長劉篤行擔任總經理，江道生之弟江永慶與中視節目部經理曠湘霞擔任副總經理，中視節目部副理金泉擔任節目部總監，陳雅順擔任節目部副總監，中視新聞部副理胡雪珠擔任新聞部總監，葉邦平擔任管理部總監，江奉琪、江道生、劉篤行、潘以平、林章松、湯健明、顏朝陽、江建森、江永慶等9人擔任董事，洪秀柱、陳車、莫迺滇等3人擔任監察人。中視衛星成立之後，木喬傳播經營的「心動頻道」（Heart Channel）停播，中視衛星成立老三台第一個有線電視第二頻道「中視二台」。 中視負責中視二台節目，有多年有線電視人脈與經驗的木喬傳播負責中視二台行銷給有線電視系統經營者；中視二台承接心動頻道，同時與木喬家族共17個頻道聯賣。

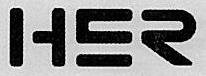
“HER TV”英文標題，置於該頻道標誌正下方

1997年3月7日，中視二台正式名稱定為“HER TV”，預定本年4月上旬開播並取代心動頻道，每天06:00開播、播出22小時。劉篤行說，中視二台先以女性新聞節目作前鋒：每天13:00播出30分鐘的《HER午間新聞》，由章國珍擔任主播；22:00播出40分鐘的《HER夜間新聞》，由馬雨沛擔任主播；而這兩節新聞的氣象主播，均由任立渝擔任。曠湘霞則說，未來中視節目都會與中視二台交流，雙方人力也都會相互支援。
中視二台的成立，使中視成為老三台中唯一成功開闢有線電視第二頻道的電視台。相較之下，臺灣電視公司（台視）的第二頻道「台視衛星冠軍頻道」由於有線電視定頻不順利，能見度不高，被迫停播；中華電視公司（華視）尚未開播的第二頻道「鑽石頻道」有了台視的前車之鑑，決定無限期延後開播。
1997年4月1日，中視二台第一個節目《明星擺龍門》開錄，藍心湄主持，每集邀請觀眾來現場開講各種有關女性的主題，第1集的主題是「飛行」，第1集的來賓有中華航空空姐、歌手陳慧嫻、造型師黃薇等人。1997年4月2日，中視衛星在台北凱悅大飯店舉行中視二台開播酒會「好的喜宴」，藍心湄主持酒會，鄭淑敏、江奉琪、江道生分別揭示「H」、「E」、「R」後完成中視二台開播儀式，劉篤行宣布大台北地區已有80%以上的有線電視系統經營者已答應將中視二台定頻在第44頻道。
1997年4月4日17:00，中視二台開播，定位是台灣第一個女性專屬電視頻道，宣傳口號為「HER TV，好的電視」；中視二台當日節目有中視閩南語連續劇《多情厝》（楊貴媚主演）、日本電視動畫《夢幻遊戲》、日本電視動畫《一休和尚》、國語古裝連續劇《笑看良緣》（葉童、趙雅芝主演）、知性節目《沈春華時間》（春華主持）、新聞節目《HER NEWS》與中視八點檔連續劇《台獨份子》等。依據劉篤行的解釋，“HER TV”之所以以“HER”命名，不僅是因為“HER”是英文的女性第三人稱代名詞，也涵蓋了“Human”（人類）、“Entertainment”（娛樂）、“Relationship”（關係）三重引申義；而且“HER”的發音與台語的「好」字諧音，與“HER TV”的自我定位「好的電視」相合。劉篤行也說，中視衛星斥資新台幣兩百萬元設計其企業識別標誌，其企業識別標誌圖案結合愉悅笑臉及兩人良性互動的意象，總部的辦公家具與地毯均使用粉紅色系，各級職員以女性居多，都是標榜中視衛星的「女性化」。
中視二台開播初期，每日總播出時間為22小時，當時每日節目編排如下：新聞節目方面，午間與晚間各播一節《HER NEWS》，章國珍擔任第一代午間主播，馬雨沛擔任第一代晚間主播，皆以「說新聞」方式及女性取向播報新聞；任立渝擔任氣象主播，以「談天氣」方式播報氣象。午間《HER NEWS》以家庭主婦為主要觀眾群，晚間《HER NEWS》以職場女性為主要觀眾群。知性節目方面，每星期一至五21:00～22:00的時段定名為《女人性感帶》，是主力節目，由各界名人如趙自強、郎祖筠、田希仁、吳若權、張月麗、袁光麟、藍心湄、春華等主持，標榜顛覆女性對自身定位的刻板印象，幫助女性重新認識及界定自己。戲劇節目方面，每星期一至五20:00～21:00首播的開台古裝大戲《笑看良緣》號稱「無線未播，有線首播」，由葉童、趙雅芝主演，共40集；每星期一至五22:40～23:40的時段定名為《好戲夜未眠》，是重播中視著名的或播出中的連續劇。動畫節目方面，每日17:30～18:00的時段定名為《卡通便利屋》，首先推出曾在心動頻道熱播的《一休和尚》。除上列時段外，尚有《日本夢幻偶像劇》、《卡通夢湖島》、《愛情小棧》等時段。
1997年10月，中視二台配合新的節目組織架構，大幅調整內容：在衡量有線電視自製節目的投資報酬率之後，停播金佩姍主持的星期日晚間大型綜藝節目《綜藝台灣》，21:00自製節目也有一番更新，22:00的《HER NEWS》播映時間延長為一小時。
1998年2月9日，中視二台決定轉型為綜合頻道，正式名稱改為「中視二台」且同時廢止“HER TV”一名，並在同年3月推出大型綜藝節目，由製作人王鈞取材美國社會真實案例來看台灣社會現況，話題敏感且禁忌。1999年3月22日，中視衛星總經理裘恩偉在中視衛星第一個現場直播call-in節目《媽媽立法院》的記者會上宣布，中視二台本日起改名為「中視衛星」（亦即頻道名稱與公司簡稱一致），英文名稱為「CTVS」。（注意：為避免混淆，以下皆以「中視衛星傳播」指稱中視衛星傳播公司，而以「中視衛星」指稱其頻道。）
1999年5月27日，中視舉行主管會議，決定沈春華擔任中視衛星傳播無給職董事；江奉琪說，此一職位沒有薪水，卻是一項榮譽——對沈春華的肯定。
2000年11月6日，中視衛星改名為「iTV」，頻道口號為「iTV, my television」，定位為結合網際網路的互動新聞頻道，蘇逸洪擔任副總經理，蔣雅淇擔任執行副總經理，詹慶齡擔任企劃總監。
2001年2月4日，中視衛星傳播董事長江奉琪說，由於中視衛星傳播旗下「中視衛星」與「勁報電視台」之名稱各有相互為中視與《勁報》「抬轎」之嫌，故擬將中視衛星傳播改名為「中天衛星公司」，「中視衛星」改名為「中天生活台」，「勁報電視台」改名為「中天資訊台」，而「中天新聞台」名稱不變。2001年2月19日，中國廣播公司（中廣）舉行新舊任董事長交接典禮，原中廣董事長簡漢生轉任中視衛星傳播董事長，黃輝接任中廣董事長。2001年2月21日，中視衛星傳播董事會一致通過推舉簡漢生擔任董事長。
2001年3月7日上午，中國國民黨中央委員會投資事業管理委員會（投管會）執行秘書劉曾華說，中視衛星傳播是中視轉投資且持股50%的公司，中視是華夏投資公司轉投資且持股30%的公司，所以中視衛星傳播並非投管會直接掌控的公司，只要中視衛星傳播改名不會影響中國國民黨形象，「換不換名字，投管會沒有意見」。
2001年3月8日下午，中視衛星傳播召開臨時董事會，決議2001年4月起將「中視衛星」改名為「中天娛樂台」，「勁報電視台」改名為「中天資訊台」（現稱中天綜合台），而「中天新聞台」名稱不變；原本擬在會中討論中視衛星傳播是否改名為「勁道數位電視」，最後未通過改名。
2001年4月12日，簡漢生宣布，中視衛星傳播不改名，但旗下四個頻道重新命名為「中天新聞台」、「中天資訊台」、「中天娛樂台」及「中天頻道」而組成「中天頻道家族」，其中「中天頻道」為國際頻道；中視衛星傳播同時與台灣松下電器旗下公司松下資訊科技（2008年併入台松電器販賣）簽約，目標為打造亞洲第一家全數位系統的電視台。
2001年6月7日，中視衛星傳播董事會通過改名為「勁道數位電視股份有限公司」，意味著象山集團與中視畫清界限；2001年6月13日，中視與超級電視台（超視）簽約組成策略聯盟。2002年5月28日，中視第十二屆董事會第一次臨時董事會議決議，出售中視持有之中視衛星傳播股份，股份全數轉讓予孫道存、廖偉志等人。
2002年6月，由於象山集團也無力經營，中國時報系入主勁道數位電視，勁道數位電視改名為「中天電視股份有限公司」至今。